# 1729 a tudományban
Az 1729. év a tudományban és a technikában.

## Csillagászat
- Chester Moor Hall kifejleszt egy akromatikus objektívet, melyet kis távcsövekben használnak.

## Fizika
- Stephen Gray felfedezi az elektromos vezetést.

## Matematika
- Andrew Motte publikálja a The Mathematical Principles of Natural Philosophy című munkáját, mely az első angol nyelvű fordítása Isaac Newton Philosophiae Naturalis Principia Mathematica című, latin nyelven megjelent munkájának.

## Születések
- január 12. - Lazzaro Spallanzani biológus († 1799)
- november 11. - Louis Antoine de Bougainville felfedező († 1811)

## Halálozások
- január 31. - Jakob Roggeveen felfedező (* 1659)
- március 2. - Francesco Bianchini filozófus és tudós (* 1662)
- augusztus 5. - Thomas Newcomen feltaláló (* 1664)
- december 1. - Giacomo Filippo Maraldi csillagász (* 1665)